# Distretto di Firestone
Il distretto di Firestone è un distretto della Liberia facente parte della contea di Margibi.